# دوغ دونكان
دوغ دونكان (بالإنجليزية: Douglas M. Duncan)‏ هو سياسي أمريكي، ولد في 25 أكتوبر 1955 في روكفيل في الولايات المتحدة. حزبياً، نشط في الحزب الديمقراطي. وقد انتخب المدير التنفيذي لمقاطعة مونتغومري ‏ (7 ديسمبر 1994 – 4 ديسمبر 2006).